# Slater Koekkoek
Slater Koekkoek (* 18. Februar 1994 in Winchester, Ontario) ist ein ehemaliger kanadischer Eishockeyspieler, der im Verlauf seiner aktiven Karriere zwischen 2010 und 2023 unter anderem 209 Spiele für die Tampa Bay Lightning, Chicago Blackhawks und Edmonton Oilers in der National Hockey League (NHL) auf der Position des Verteidigers bestritten hat. Zudem absolvierte Koekkoek über 200 weitere Partien in der American Hockey League (AHL).

## Karriere
Koekkoek verbrachte einen Teil seiner Juniorenzeit bei den Peterborough Petes in der Ontario Hockey League (OHL), für die er von Beginn der Saison 2010/11 bis zum Januar 2013 aktiv war. Dabei war er große Teile der Spielzeit 2011/12 wegen einer Schulterverletzung ausgefallen. Dennoch war er im NHL Entry Draft 2012 an zehnter Gesamtposition von den Tampa Bay Lightning aus der National Hockey League (NHL) ausgewählt worden. Im Januar 2013 verließ der Verteidiger die Petes und wechselte zum Ligakonkurrenten Windsor Spitfires, für den er im restlichen Saisonverlauf aber nur zweimal zum Einsatz kam, da eine erneute Verletzung an der Schulter seine Spielzeit vorzeitig beendete. Sein letztes Jahr im Juniorenbereich schloss Koekkoek mit 53 Scorerpunkten in 62 Partien aber stark ab.
Im Herbst 2014 wechselte der Abwehrspieler schließlich in den Profibereich, nachdem ihn die Lightning bereits im März 2013 unter Vertrag genommen hatten. Er verbrachte die Spieljahre 2014/15 und 2015/16 zu größten Teilen in der American Hockey League (AHL) bei Tampas Farmteam, den Syracuse Crunch. Dennoch feierte er im Verlauf der Saison 2014/15 sein NHL-Debüt für die Lightning und kam im Verlauf der zwei Jahre auf zwölf Einsätze. Mit Beginn der Saison 2015/16 stand Koekkoek häufiger im NHL-Aufgebot der Tampas. Nach fast sechs Jahren in der Organisation der Lightning wurde der Abwehrspieler im Januar 2019 samt einem Fünftrunden-Wahlrecht für den NHL Entry Draft 2019 an die Chicago Blackhawks abgegeben, die im Gegenzug Jan Rutta und ein Siebtrunden-Wahlrecht für den gleichen Draft nach Tampa schickten. Dort war der Abwehrspieler knapp zwei Jahre aktiv, bevor er im Dezember 2020 als Free Agent zu den Edmonton Oilers wechselte. In der Spielzeit 2022/23 nahm er eine Pause vom Eishockey und gab dabei an, sich auf seine psychische Gesundheit fokussieren zu wollen. Später zog er sich komplett aus dem aktiven Sport zurück.

### International
Für sein Heimatland lief Koekkoek bei der World U-17 Hockey Challenge 2011, der U18-Junioren-Weltmeisterschaft 2011 und dem Ivan Hlinka Memorial Tournament 2011 auf. Mit Ausnahme der Welttitelkämpfe, die die Kanadier auf dem vierten Rang abschlossen, gewann der Verteidiger mit den Teams jeweils die Goldmedaille.

## Erfolge und Auszeichnungen
- 2011 Goldmedaille bei der World U-17 Hockey Challenge
- 2011 OHL Second All-Rookie Team
- 2011 Goldmedaille beim Ivan Hlinka Memorial Tournament
- 2014 OHL First All-Star Team

## Karrierestatistik

### International
Vertrat Kanada bei:
- World U-17 Hockey Challenge 2011
- U18-Junioren-Weltmeisterschaft 2011
- Ivan Hlinka Memorial Tournament 2011

(Legende zur Spielerstatistik: Sp oder GP = absolvierte Spiele; T oder G = erzielte Tore; V oder A = erzielte Assists; Pkt oder Pts = erzielte Scorerpunkte; SM oder PIM = erhaltene Strafminuten; +/− = Plus/Minus-Bilanz; PP = erzielte Überzahltore; SH = erzielte Unterzahltore; GW = erzielte Siegtore; 1 Play-downs/Relegation; Kursiv: Statistik nicht vollständig)